# Luciane Buchanan
Luciane Buchanan (Auckland, 18 luglio 1993) è un'attrice neozelandese.
È nota per il suo ruolo da co-protagonista nella serie thriller d'azione Netflix The Night Agent, basata sull'omonimo romanzo di Matthew Quirk. Ha anche interpretato Tripitaka (Tang Sanzang) in The New Legends of Monkey, Kennedy Truebridge in Filthy Rich e la figlia di Billy T, Cherie in Billy.

## Biografia
Buchanan è nata e cresciuta ad Auckland. È di origine tongana e scozzese. Ha preso lezioni di recitazione presso l'Auckland Performing Arts Centre (TAPAC), anche con Miranda Harcourt. Si è laureata con un Bachelor of Arts in Drammaturgia e Psicologia presso l'Università di Auckland nel 2017.

## Filmografia

### Film
- A Woman's Right to Shoes - cortometraggio (2017)
- Stray - cortometraggio (2018)
- My Friend Michael Jones - cortometraggio (2018)
- Views - cortometraggio (2019)
- The Tank, regia di Scott Walker (2023)
- Lea Tupu'anga / Madrelingua - cortometraggio

### Televisione
- Billy - film TV, (2011)
- The Blue Rose – serie TV, (2013- in corso)
- Power Rangers Dino Charge – serie TV, (2015-2016)
- Common Ground – serie TV, (2015-2016)
- I misteri di Brokenwood – serie TV, (2016)
- Filthy Rich – serie TV, (2016-2017)
- Baby Mama's Club – serie TV, (2017)
- The New Legends of Monkey – serie TV, (2018-2020)
- Sweet Tooth – serie TV, (2021-2024)
- Mr. Corman – serie TV, (2021)
- The Panthers – miniserie TV, (2021)
- The Night Agent – serie TV, (2023 - 2025)
- Chief of War – serie TV, (2024)

## Doppiatrici italiane
Nelle versioni in italiano delle opere in cui ha recitato, Luciane Buchanan è stata doppiata da:
- Lucrezia Marricchi in The Night Agent